# Маньшинка
Ма́ньшинка (Маншинка) — река в России, протекает по Южскому району Ивановской области.

## География
Река Маньшинка берёт начало в Кисловском болоте. Течёт в южном направлении. Согласно топографическим картам, река Маншинка впадает в озеро Ламхоро. Однако по данным водного реестра, устье реки находится в 1 км по левому берегу реки Шижегды, протекающей в 500 м южнее озера. Длина реки Маньшинки составляет 10 км.

### Населённые пункты
На обоих берегах реки — село Лучкино с автомобильным мостом через реку.

## Данные водного реестра
По данным государственного водного реестра России, относится к Окскому бассейновому округу, водохозяйственный участок реки — Клязьма от города Коврова и до устья, без реки Уводь, речной подбассейн реки — бассейны притоков Оки от Мокши до впадения в Волгу. Речной бассейн реки — Ока.
Код объекта в государственном водном реестре — 09010301112110000033242.